# Sonic X
Sonic X (ソニックX Sonikku Ekkusu) er en japansk animeserie om spilproducenten Segas frontfigur og maskot Sonic the Hedgehog produceret af TMS Entertainment.
Som de fleste andre anime har Sonic X gennemgået en forandring på sin rejse fra Asien til resten af verden. Dette skyldes, at den internationale licens blev opkøbt af dubbing firmaet 4Kids Entertainment. Blandt ændringerne kan nævnes et helt nyt lydspor, nye åbnings- og lukningstemaer, og lidt forkortet episoder. Desuden er serien blevet renset for bandeord og blod. Serien er kendt af Sonic-fans verden over som den serie der ligger tættest på spillene. Den indeholder således flere af spillenes figurer end nogen Sonic tegnefilm har gjort før, men de fleste figurer er dog reduceret til kun at være med i fire eller fem episoder.
Serien er desuden baseret på de nyere spil i sin tid, Sonic Adventure (1998), Sonic Adventure 2 (2001) og Sonic Battle (2003).
Serien blev i Danmark udsendt på daværende tv-kanal, Jetix, men kan i øjeblikket streames på Netflix.

## Historien

### Sæson 1
Historien begynder en aften i hovedpersonen Sonics verden. Den onde og gale videnskabsmand Dr. Eggman har bygget sin uovervindelige maskine. Denne maskine benytter kraften fra de 7 magiske Kaossmaragder og samtidig har Dr. Eggman bortført kaninen Cream og hendes bedste ven Cheese som er en Chao. Sonic angriber således Dr. Eggman for at stoppe hans onde komplot og redde Cream og Cheese, på tilskuer pladserne for at hjælpe sig har han sine venner Knuckles, Tails og Amy Rose. Sonic kommer i kamp mod Eggman og ødelægger maskinen hvilket resulterer i en massiv Kaos Kontrol som sender Sonic, hans venner og den onde Dr. Eggman til Jorden. På Jorden møder Sonic efter et sammenstød med politiets Formel 1 styrke "Speed Team" Den unge Rigmands søn Chris Thorndyke. Det første man ser til den unge Chris er at han redder Sonic efter han er faldet i hans families swimmingpool. Sonic vil ført bare tage videre for at finde alle sine venner og komme hjem med Chris og hans Bedstefar får ham overtalt til at bo i Thorndyke Palæet som så gennem resten af serien er hans hjem. Meget hurtigt efter sin ankomst til Jorden får han igen samlet sine venner, og de begynder så at lede efter de 7 kaossmaragder for at finde en måde at komme hjem til deres egen verden på. En typisk episode i Sonic X går ud på at Sonic får fat i en Kaossmaragd og bliver angrebet af Dr. Eggmans superrobotter, Sonic besejrer så skurken og belærer en lektion om livet oven i.

### Sæson 2
Sonic og hans venner bekæmper senere hen Chaos som er en Chao mutant fra oldtiden, og da Chaos bliver til et stort uhyre i sin endelige form Perfect Chaos bliver Sonic nødt til at transformere sig til Super Sonic for at besejre ham via de 7 kaossmaragder de har samlet.
Dr. Eggman hacker sig ind i regeringens database og finder fortrolige data om 'Projekt Shadow' som var et 50 år gammelt projekt skabt af Eggmans bedstefar, Professor Gerald Robotnik. Gerald Robotnik og hans barnebarn Maria boede på rumstationen 'Space Colony ARK' og fordi Maria var kronisk syg tænkte Gerald han ville skabe en ven der ville være en modgift til hendes sygdom og ensomhed, og så blev den ultimative livsform, Shadow the Hedgehog, født.
Så stærk som Shadow var, så G.U.N. (den internationale militær- og sikkerhedstjeneste) det som en trussel og sendte derfor soldater for at plyndre hele ARKen samt arrestere alle involverede inkl. Gerald. Maria og Shadow prøvede at løbe væk, mens G.U.N. tropperne løb efter dem. Maria skubbede hurtigt Shadow ind i en udflugtningskapsel og sendte ham mod jorden inden hun blev skudt ihjel af en G.U.N. soldat. Det var det sidste Shadow kunne huske inden han fald i koma i 50 år, hvorefter han blev vækket op af Dr. Eggman. Derfra ville Shadow fuldføre det han har lovet Maria; hævn mod menneskeheden, ved at fyre ARKen mod jorden som oprindeligt var Geralds hævnplan inden han blev dræbt af G.U.N..
Men efter Shadow blev modbevist af Chris og fik de rette flashbacks fra Maria, samarbejdede han med Sonic og hans venner for at få stoppet ARKen fra at styrte ned mod jorden samt besejre 'Final Hazard', ved at transformere i deres Super-forme. Det var svært for både Super Sonic og Super Shadow fra at få stoppet arken fra at styrte ned, derfor tog Shadow hans ringe af (Limiters) og gav alt hvad han havde, hvilket med succes fik arken væk fra jordens atmosfære og tilbage på sin plads via Kaos Kontrol, men det kostede Shadow the Hedgehogs liv. Siden det er Shadow blevet anderkendt som en helt der har ofret sit liv for at redde hele menneskeheden. Det gjorde han for hans afdøde veninde, Marias skyld.

### Sæson 3
I tredje sæson er der gået seks år på Jorden siden Sonic og hans venner (og fjender) tog tilbage til deres egen verden. Chris Thorndyke er vokset op og har trænet kampsport og er uddannet videnskabsmand, han har genopbygget maskinen der fik Sonic og hans venner hjem igen og er derefter taget til deres verden med et brev til sine venner og sin familie på jorden om at de ikke skal bekymre sig. Da han kommer til Sonics verden er der derimod problemer. En ond hær af kæmpe robotter ved navn Metarex er kommet til Sonics verden. De har stjålet Sonics verdens "Hjerte" som giver den evnen til at skabe liv. Metarex hæren har ikke kun gjort det ved denne verden men bruger tiden på at rejse fra verden til verden for at gøre det af ukendte årsager. Noget andet som er et problem er at Chris er blevet forvandlet til et barn igen og har dermed ikke den styrke som han havde fået fra sin kampsportstræning på jorden. Til gengæld er han nu lynende intelligent og opfinder så gennem serien dimser som Sonic og hans venner kan udnytte til forskellige formål. Serien i sig selv går ud på at Sonic og co. rejser fra verden til verden med et rumskib for at indhente verden og få "Hjertet" tilbage. Imens hjælper de, de planeter som har lidt på Metarex hærens togt.

## Stemmer
| Karakter              | Japansk          | Engelsk          | Dansk                      |
| --------------------- | ---------------- | ---------------- | -------------------------- |
| Sonic the Hedgehog    | Junichi Kanemaru | Jason Griffith   | Jan Tellefsen              |
| Miles "Tails" Prower  | Ryo Hirohashi    | Amy Pallant      | Allan Hyde                 |
| Knuckles the Echidna  | Nobutoshi Canna  | Dan Green        | Mads M. Mikkelsen          |
| Amy Rose              | Taeko Kawata     | Lisa Ortiz       | Mille Milt                 |
| Cream the Rabbit      | Sayaka Aoki      | Rebecca Honig    |                            |
| Rouge the Bat         | Rumi Ochiai      | Kathleen Delaney | Malene Tabart              |
| Shadow the Hedgehog   | Kōji Yusa        | Jason Griffith   |                            |
| Christopher Thorndyke | Sanae Kobayashi  | Suzanne Goldish  | Daniel Vognstrup Jørgensen |
| Big the Cat           | Takashi Nagasako | Pete Zarustica   |                            |
| Dr. Eggman            | Chikao Otsuka    | Mike Pollock     | Peter Zhelder              |
| Decoe                 | Ken Yamaguchi    | Andrew Rannells  | Jens Jacob Tychsen         |
| Bocoe                 | Bin Shimada      | Darren Dunstan   | Jens Jacob Tychsen         |